# Carl Koch (Maler, 1827)
Carl Friedrich Wilhelm Koch (* 5. Mai 1827 in Berlin; † 1. Januar 1905 in Friedenau) war ein deutscher Genre- und Historienmaler sowie Illustrator.

## Leben
Koch war zunächst Schüler im Atelier des Historienmalers Johann Gottfried Brücke in Berlin. Ab 1848 nahm er regelmäßig an den Berliner Akademie-Ausstellungen teil. Er ging vor 1854 einer Tätigkeit als Porzellanmaler und Lithograph nach. 1854/55 war er Schüler von Thomas Couture in Paris, ab 1855 wieder in Berlin, wo er als Illustrator und Maler arbeitete. 1894 erfolgte seine Teilnahme an der Großen Berliner Kunst-Ausstellung, 1887 die Teilnahme an der Schwarz-und-Weiß-Ausstellung in Wien.